# Björn Ekegren
Björn Ekegren, född 26 augusti 1955 i Askim, är en svensk skulptör, glaskonstnär och målare som primärt arbetar med sandgjuten glaskonst.

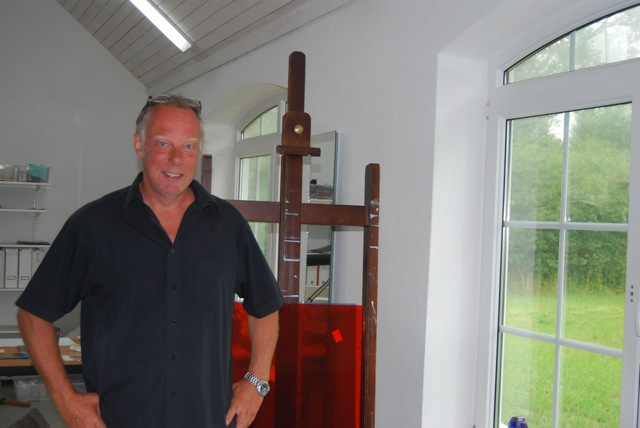
Björn Ekegren i sin ateljé i Höganäs

## Liv och verk
Björn Ekegren växte från fem års ålder upp i Saltsjöbaden i en syskonskara på sex barn. Mellan 1970 och 1993 målade han och producerade främst akvareller och litografier i en naturalistisk, närmast impressionistisk stil. Efter att ha skolat sig själv inom glasgjutning. övergick Björn Ekegren till skulptur i glas och brons. Hans skulpturer skapas genom en gjutningsteknik liknande den som egyptierna använde för 2000 år sedan. Färgerna, såsom blå, turkos och ockra, är inspirerade av Medelhavet. Skulpturerna har oftast formen av ansikten och statyer, vilka förmedlar känslor av reflektion, helighet och frihetsdyrkan.
Björn Ekegren bor och arbetar i Höganäs. Han samarbetar med Bergdala glasbruk.